# ماريسا دافيلا
ماريسا دافيلا (بالإنجليزية: Marisa Davila)‏، ولدت في 24 أبريل 1997 في مورفريسبورو، تينيسي، هي ممثلة أمريكية. مشهورة بأدوارها الرئيسية في سوبر روبوت براذرز (2022) و غريس: صعود السيدات الوردية في عام 2023.

## روابط خارجية
- ماريسا دافيلا على موقع IMDb (الإنجليزية)
- ماريسا دافيلا على موقع روتن توميتوز (الإنجليزية)
- ماريسا دافيلا على موقع ألو سيني (الفرنسية)
- ماريسا دافيلا على موقع قاعدة بيانات الفيلم (الإنجليزية)
- ماريسا دافيلا على موقع كينوبويسك (الروسية)